# Eaten Back to Life
Eaten Back to Life è il primo album dei Cannibal Corpse. Venne pubblicato il 17 agosto 1990 dalla Metal Blade Records. Il disco non è stato distribuito in Germania a causa della copertina estremamente macabra, che mostra uno zombie che con estrema crudezza si strappa lo sterno e le costole del torace, di conseguenza fuoriescono organi e viscere interne come l'intestino e lo stomaco. Glen Benton (Deicide) e Francis H. Howard (Incubus) cantano alcune parti su due canzoni, "Mangled" e "A Skull Full of Maggots".
"This Album is dedicated to the memory of Alfred Packer, The First America Cannibal (R.I.P.)" (Questo album è dedicato ad Alfred Packer, il primo cannibale americano (R.I.P.))- Questa dedica venne scritta sul libretto del disco.
La versione rimasterizzata include un video di "Born In a Casket (live)".

## Tracce
1. Shredded Humans - 05:10
2. Edible Autopsy - 04:30
3. Put Them to Death - 01:49
4. Mangled - 04:27
5. Scattered Remains, Splattered Brains - 02:31
6. Born in a Casket - 03:17
7. Rotting Head - 02:23
8. The Undead Will Feast - 02:48
9. Bloody Chunks - 01:48
10. Skull Full of Maggots - 02:04
11. Buried in the Backyard - 05:15
12. Born in a Casket (Live)

## Formazione
- Chris Barnes - voce
- Jack Owen - chitarra
- Bob Rusay - chitarra
- Alex Webster - basso
- Paul Mazurkiewicz - batteria